# Phillips (Maine)
Phillips és una població dels Estats Units a l'estat de Maine (EUA). Segons el cens del 2000 tenia 990 habitants.

## Demografia
Segons el cens del 2000, Phillips tenia 990 habitants, 407 habitatges, i 275 famílies. La densitat de població era de 7,5 habitants/km².
Dels 407 habitatges en un 29% hi vivien nens de menys de 18 anys, en un 54,8% hi vivien parelles casades, en un 9,1% dones solteres, i en un 32,2% no eren unitats familiars. En el 25,8% dels habitatges hi vivien persones soles l'11,8% de les quals corresponia a persones de 65 anys o més que vivien soles. El nombre mitjà de persones vivint en cada habitatge era de 2,43 i el nombre mitjà de persones que vivien en cada família era de 2,83.
Per edats la població es repartia de la següent manera: un 23,8% tenia menys de 18 anys, un 5,9% entre 18 i 24, un 28,3% entre 25 i 44, un 28,8% de 45 a 60 i un 13,2% 65 anys o més.
L'edat mediana era de 40 anys. Per cada 100 dones de 18 o més anys hi havia 94,3 homes.
La renda mediana per habitatge era de 30.579 $ i la renda mediana per família de 32.284 $. Els homes tenien una renda mediana de 26.413 $ mentre que les dones 19.250 $. La renda per capita de la població era de 13.840 $. Entorn del 9,3% de les famílies i el 16,7% de la població estaven per davall del llindar de pobresa.